# Великобритания на летних Олимпийских играх 2008

## Награды
| Дисциплина                  |    |    |    | Итого |
| Велоспорт                   | 8  | 4  | 2  | 14    |
| Парусный спорт              | 4  | 1  | 1  | 6     |
| Академическая гребля        | 2  | 2  | 2  | 6     |
| Плавание                    | 2  | 2  | 2  | 6     |
| Легкая атлетика             | 1  | 2  | 1  | 4     |
| Гребля на байдарках и каноэ | 1  | 1  | 1  | 3     |
| Бокс                        | 1  | 0  | 2  | 3     |
| Конный спорт                | 0  | 0  | 2  | 2     |
| Современное пятиборье       | 0  | 1  | 0  | 1     |
| Тхэквондо                   | 0  | 0  | 1  | 1     |
| Спортивная гимнастика       | 0  | 0  | 1  | 1     |
| Всего                       | 19 | 13 | 15 | 47    |

### Золото
| Золото |                                                        |                                                           |
| №      | Спортсмены                                             | Вид спорта (дисциплина)                                   |
| 1      | Том Джеймс, Стив Уильямс, Пит Рид, Эндрю Триггз-Ходж   | Академическая гребля (мужчины, четвёрка распашная)        |
| 2      | Зак Перчейз, Марк Хантер                               | Академическая гребля (мужчины, парная двойка, лёгкий вес) |
| 3      | Николь Кук                                             | Велошоссе (женщины, групповая гонка)                      |
| 4      | Брэдли Уиггинс                                         | Трек (мужчины, гонка преследования)                       |
| 5      | Брэдли Уиггинс, Джерейнт Томас, Пол Мэннинг, Эд Клэнси | Трек (мужчины, командная гонка преследования)             |
| 6      | Крис Хой                                               | Трек (мужчины, спринт)                                    |
| 7      | Крис Хой, Джейсон Кенни, Джейми Стафф                  | Трек (мужчины, командный спринт)                          |
| 8      | Крис Хой                                               | Трек (мужчины, кейрин)                                    |
| 9      | Ребекка Ромеро                                         | Трек (женщины, гонка преследования)                       |
| 10     | Виктория Пендлтон                                      | Трек (женщины, спринт)                                    |
| 11     | Пол Гудисон                                            | Парусный спорт (мужчины, лазер)                           |
| 12     | Бен Эйнсли                                             | Парусный спорт (мужчины, финн)                            |
| 13     | Пиппа Уилсон, Сара Уэбб, Сара Эйтон                    | Парусный спорт (женщины, инглинг)                         |
| 14     | Ян Перси, Эндрю Симпсон                                | Парусный спорт (мужчины, звездный)                        |
| 15     | Тим Брэбентс                                           | Гребля на байдарках (мужчины, байдарка-одиночка, 1000 м)  |
| 16     | Ребекка Эдлингтон                                      | Плавание (женщины, вольный стиль, 400 м)                  |
| 17     | Ребекка Эдлингтон                                      | Плавание (женщины, вольный стиль, 800 м)                  |
| 18     | Джеймс Дигейл                                          | Бокс (мужчины, средний вес, до 75 кг)                     |
| 19     | Кристин Охуруогу                                       | Легкая атлетика (женщины, 400 м)                          |

### Серебро
| Серебро | |                                                   |
| №       | Спортсмены | Вид спорта (дисциплина)                           |
| 1       | Дэвид Флоренс | Гребля на каноэ (мужчины, каноэ-одиночка)         |
| 2       | Энни Вернон, Дебби Флад, Фрэнсис Хотон, Кэтрин Грейнджер                                                                         | Академическая гребля (женщиныны, парная четвёрка) |
| 3       | Алекс Партридж, Том Столлард, Том Люси, Ричард Эджингтон, Джош Уэст, Аластер Хиткоут, Мэтт Лэнгридж, Колин Смит, Эйсер Нетеркотт | Академическая гребля (мужчины, восьмерка)         |
| 4       | Джейсон Кенни | Трек (мужчины, спринт)                            |
| 5       | Росс Эдгар | Трек (мужчины, кейрин)                            |
| 6       | Венди Хувенагель | Трек (женщины, гонка преследования)               |
| 7       | Эмма Пули | Велошоссе (женщины, раздельная гонка)             |
| 8       | Дэвид Дэвис | Плавание (мужчины, марафон, 10 км)                |
| 9       | Кери-Энн Пейн | Плавание (женщины, марафон, 10 км)                |
| 10      | Филлипс Айдову | Легкая атлетика (мужчины, тройной прыжок)         |
| 11      | Джермейн Мейсон | Легкая атлетика (мужчины, прыжок в высоту)        |
| 12      | Ник Роджерс, Джо Глэнфилд | Парусный спорт (мужчины, 470)                     |
| 13      | Хезер Фелл | Современное пятиборье (женщины)                   |

### Бронза
| Бронза |                                                                  |                                                         |
| №      | Спортсмены                                                       | Вид спорта (дисциплина)                                 |
| 1      | Тим Брэбентс                                                     | Гребля на байдарках (мужчины, байдарка-одиночка, 500 м) |
| 2      | Элис Лаверик, Анна Бебингтон                                     | Академическая гребля (женщины, парная двойка)           |
| 3      | Мэттью Уэллс, Стивен Роуботем                                    | Академическая гребля (мужчины, парная двойка)           |
| 4      | Стивен Бёрк                                                      | Трек (мужчины, гонка преследования)                     |
| 5      | Крис Ньютон                                                      | Трек (мужчины, гонка по очкам)                          |
| 6      | Кассандра Пэттен                                                 | Плавание (женщины, марафон, 10 км)                      |
| 7      | Джоанн Джексон                                                   | Плавание (женщины, вольный стиль, 400 м)                |
| 8      | Тони Джеффрис                                                    | Бокс (мужчины, до 81 кг)                                |
| 9      | Дэвид Прайс                                                      | Бокс (мужчины, свыше 91 кг)                             |
| 10     | Кристина Кук                                                     | Конный спорт (индивидуальное троеборье)                 |
| 11     | Кристина Кук, Дейзи Дик, Уильям Фокс-Питт, Шарон Хант, Мэри Кинг | Конный спорт (командное троеборье)                      |
| 12     | Брайони Шоу                                                      | Парусный спорт (женщины, RS:X)                          |
| 13     | Таша Дэнверс                                                     | Легкая атлетика (женщины, 400 м с барьерами)            |
| 14     | Сара Стивенсон                                                   | Тхэквондо (женщины, свыше 67 кг)                        |
| 15     | Луис Смит                                                        | Спортивная гимнастика (мужчины, конь)                   |

## Результаты соревнований

### Академическая гребля
В следующий раунд из каждого заезда проходили несколько лучших экипажей (в зависимости от дисциплины). В финал A выходили 6 сильнейших экипажей, остальные разыгрывали места в утешительных финалах B-F.
Мужчины
| Соревнование  | Спортсмены                     | Предварительный заезд | Предварительный заезд | Предварительный заезд | Отборочный заезд | Отборочный заезд | Отборочный заезд | Четвертьфинал | Четвертьфинал | Четвертьфинал | Полуфинал      | Полуфинал      | Полуфинал      | Финал   | Финал   | Итоговое место |
| Соревнование  | Спортсмены                     | Заезд                 | Время                 | Место                 | Заезд            | Время            | Место            | Заезд         | Время         | Место         | Заезд          | Время          | Место          | Время   | Место   | Итоговое место |
| ------------- | ------------------------------ | --------------------- | --------------------- | --------------------- | ---------------- | ---------------- | ---------------- | ------------- | ------------- | ------------- | -------------- | -------------- | -------------- | ------- | ------- | -------------- |
| одиночки      | Алан Кэмпбелл                  | 5                     | 7:14,98               | 1 Q                   | не проводится    | не проводится    | не проводится    | 1             | 6:52,74       | 2 Q           | Полуфинал A/B  | Полуфинал A/B  | Полуфинал A/B  | Финал A | Финал A | 5              |
| одиночки      | Алан Кэмпбелл                  | 5                     | 7:14,98               | 1 Q                   | не проводится    | не проводится    | не проводится    | 1             | 6:52,74       | 2 Q           | 2              | 7:05,24        | 2 Q            | 7:04,47 | 5       | 5              |
| двойки        | Робин Борн-Тейлор Том Солсбери | 2                     | 6:59,48               | 4                     | 1                | 6:41,43          | 4                | не проводится | не проводится | не проводится | не участвовали | не участвовали | не участвовали | Финал C | Финал C | 13             |
| двойки        | Робин Борн-Тейлор Том Солсбери | 2                     | 6:59,48               | 4                     | 1                | 6:41,43          | 4                | не проводится | не проводится | не проводится | не участвовали | не участвовали | не участвовали | 6:46,83 | 1       | 13             |
| двойки парные | Мэттью Уэллс Стивен Роуботем   | 2                     | 6:26,33               | 1 Q                   | не участвовали   | не участвовали   | не участвовали   | не проводится | не проводится | не проводится | 2              | 6:21,15        | 3 QA           | Финал A | Финал A | 3              |
| двойки парные | Мэттью Уэллс Стивен Роуботем   | 2                     | 6:26,33               | 1 Q                   | не участвовали   | не участвовали   | не участвовали   | не проводится | не проводится | не проводится | 2              | 6:21,15        | 3 QA           | 6:29,10 | 3       | 3              |

### Тхэквондо
Женщины
В четвертьфинале турнира в категории свыше 67 кг Сара Стивенсон проиграла свой поединок китаянке Чэнь Чжун 0:1, но после окончания поединка британская делегация подала протест на результат поединка, предъявив видеозапись в качестве доказательства. После изучения видеозаписи наблюдательный совет соревнований принял решение присудить Стивенсон два очка и объявить её победительницей.
| Соревнование | Спортсмены     | 1/8 финала                  | Четвертьфинал            | Полуфинал                     | Финал                        | Место |
| Соревнование | Спортсмены     | Соперник Результат          | Соперник Результат       | Соперник Результат            | Соперник Результат           | Место |
| ------------ | -------------- | --------------------------- | ------------------------ | ----------------------------- | ---------------------------- | ----- |
| свыше 67 кг  | Сара Стивенсон | Надин Давани (JOR) поб. 3:2 | Чэнь Чжун (CHN) поб. 2:1 | Мария Эспиноса (MEX) пор. 1:4 | За 3-е место                 | 3     |
| свыше 67 кг  | Сара Стивенсон | Надин Давани (JOR) поб. 3:2 | Чэнь Чжун (CHN) поб. 2:1 | Мария Эспиноса (MEX) пор. 1:4 | Ноха Абд-Рабу (EGY) поб. 5:1 | 3     |